# گوشت کوبه

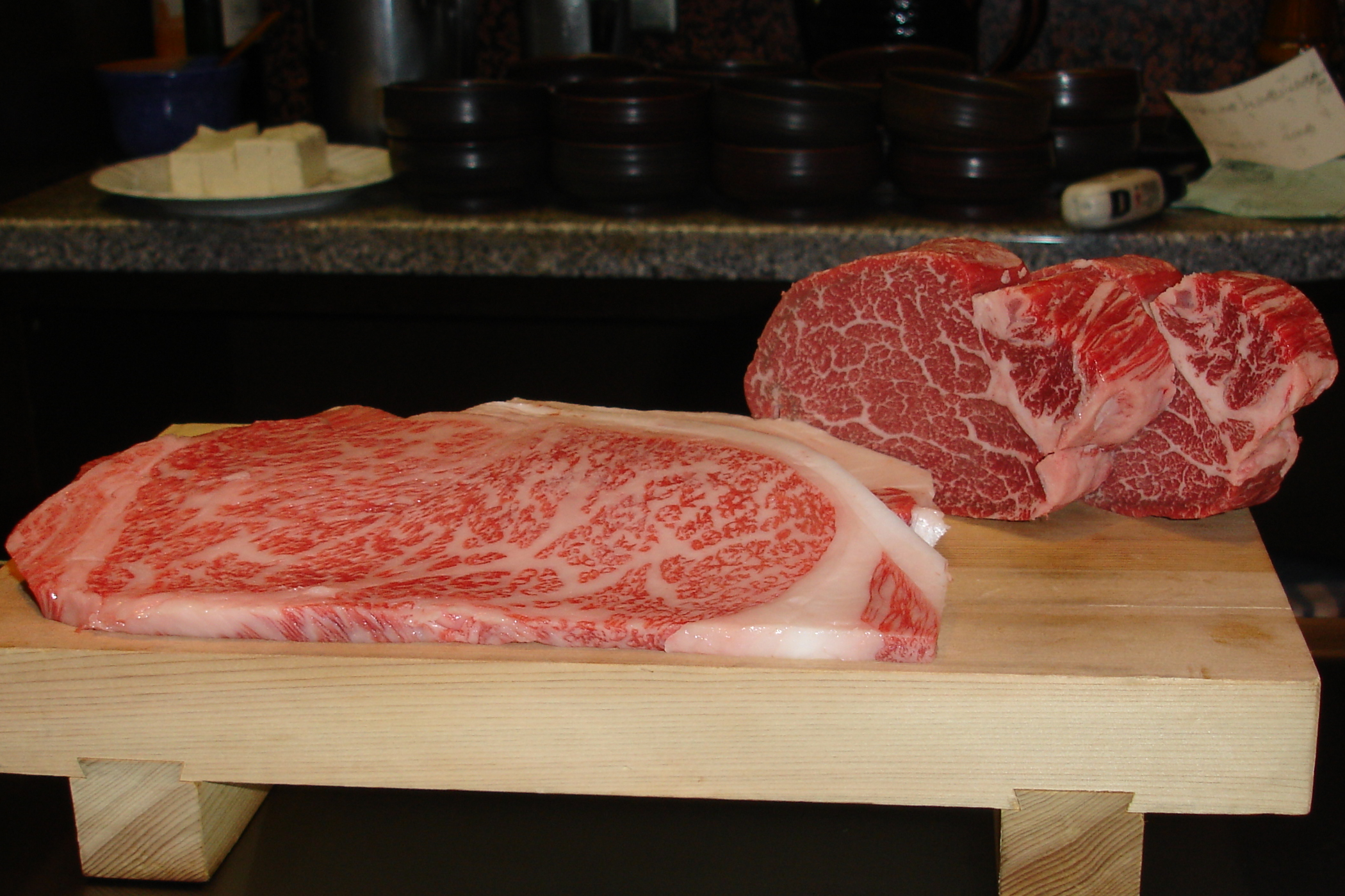
گوشت کوبه

گوشت کوبه (神戸ビーフ Kōbe bīfu) یک محصول دامی ژاپنی است که مربوط به انواع خاصی از گوشت گاو، از نژاد گاو Tajima (ja) (شاخه ای متعلق به نژاد Wagyu) می‌باشد، که بر اساس یک سنت سختگیرانه در استان هیوگو در ژاپن، که شهر اصلی آن کوبه است، پرورش یافته‌است. این گوشت مرمری به‌طور کلی به دلیل طعم و لطافت آن ارزشمند است. قیمت گوشت گاو کوبی بسته به قطعه خریداری شده از ۲۰۰ یورو تا ۵۰۰ یورو در هر کیلو متغیر است.

## نام گذاری
در ژاپنی به گوشت گاو کوبه، کوبه نیکو (神戸肉 Kōbe niku) یا کوبه گیو (神戸牛 Kōbe-gyū) نیز می‌گویند.

## داستان

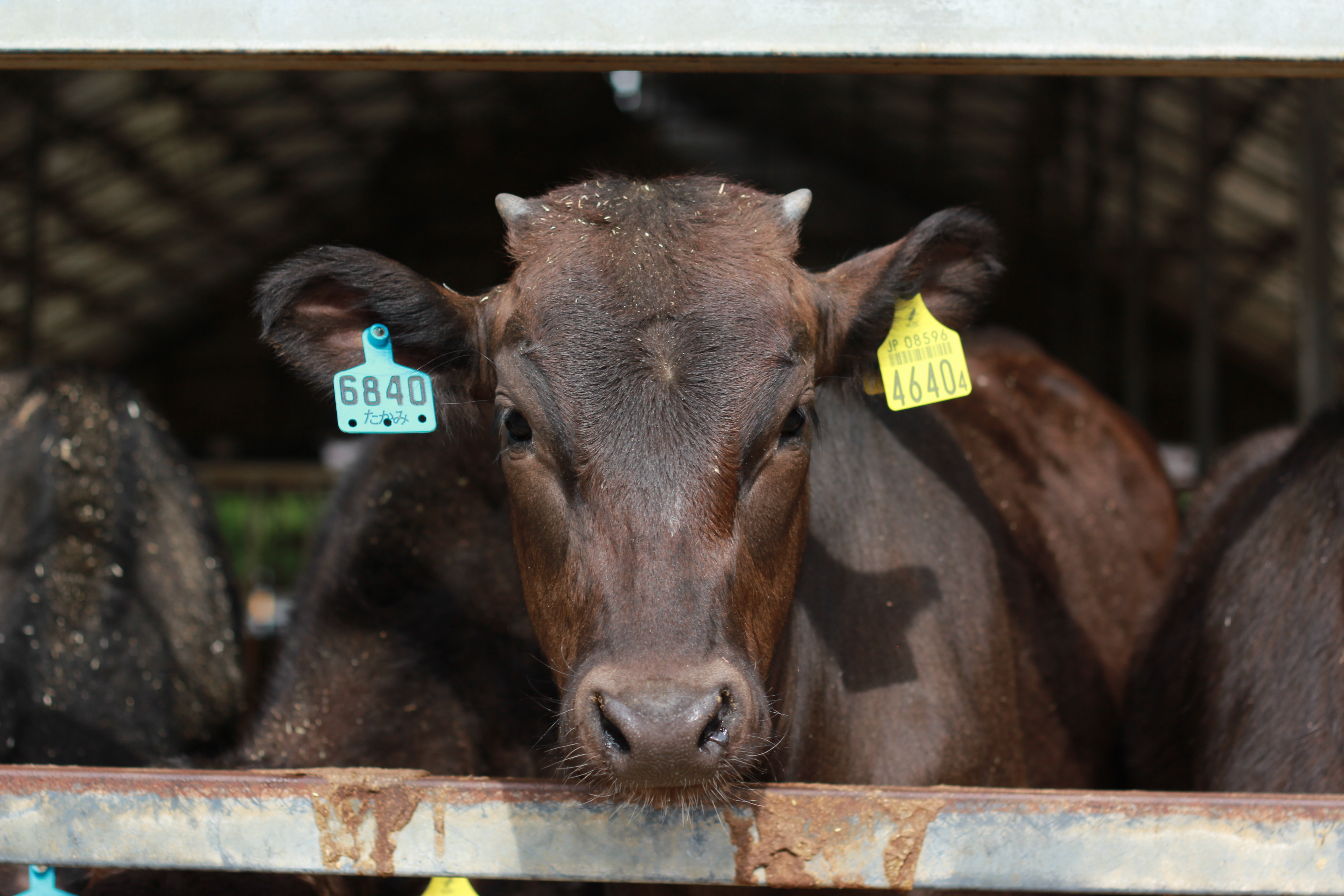
گاو جوان از نژاد گاو Tajima (ja) ژاپنی.

گاوها از چین همزمان با فرهنگ استفاده از برنج، در حدود قرن دوم پس از میلاد، در دوره یایویی به فرهنگ غذایی ژاپن راه یافتند..
در دوره ادو (۱۶۰۳–۱۸۶۸)، گوشت گاو کوبه فقط برای امپراتور، شوگان و اربابان فئودال (دایمیو) ذخیره می‌شد. از سال ۱۸۶۸، یک اغذیه فروشی اشرافی برخاسته از غذاهای درباری ایجاد شد و دسترسی به آن را بیشتر کرد.
علیرغم اینکه بسیاری از محصولات گوشت گاو ایالات متحده دارای برچسب «کوبه» هستند، تا همین اواخر گوشت گاو کوبه به استثنای ماکائو تنها در ژاپن به بازار عرضه می‌شد. صادرات به ایالات متحده از سال ۲۰۱۲ و از ژوئن ۲۰۱۴ به اروپا مجاز شد، اما تولید این گوشت گاو کار سختی است که منجر به قیمت بالای آن می‌شود. در سال ۲۰۱۵، ۲۰ درصد تولید یعنی هزار لاشه صادر شد.
در دسامبر ۲۰۱۵، مانند خربزه یوباری، دولت ژاپن اعلام کرد که نام «گوشت کوبه» از این پس توسط یک برچسب رسمی معادل نشانگر جغرافیایی حفاظت شده (PGI) از سوی اتحادیه اروپا محافظت می‌شود.

## آشپزی

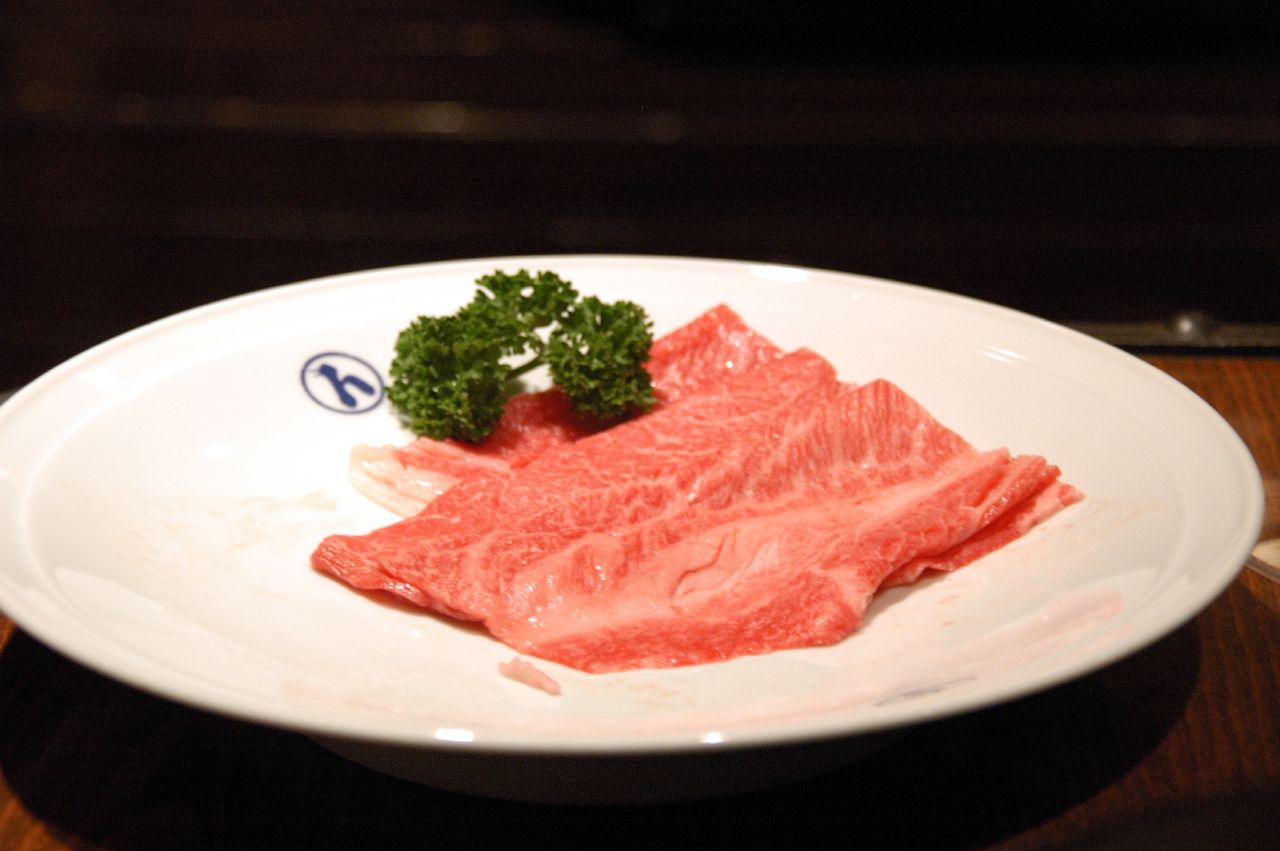
سوکیاکی گوشت گاو کوبی

گوشت گاو کوبه را می‌توان به استیک، سوکیاکی، شابو شابو، تپانیاکی و غیره برش داد.